# Xian de Daocheng

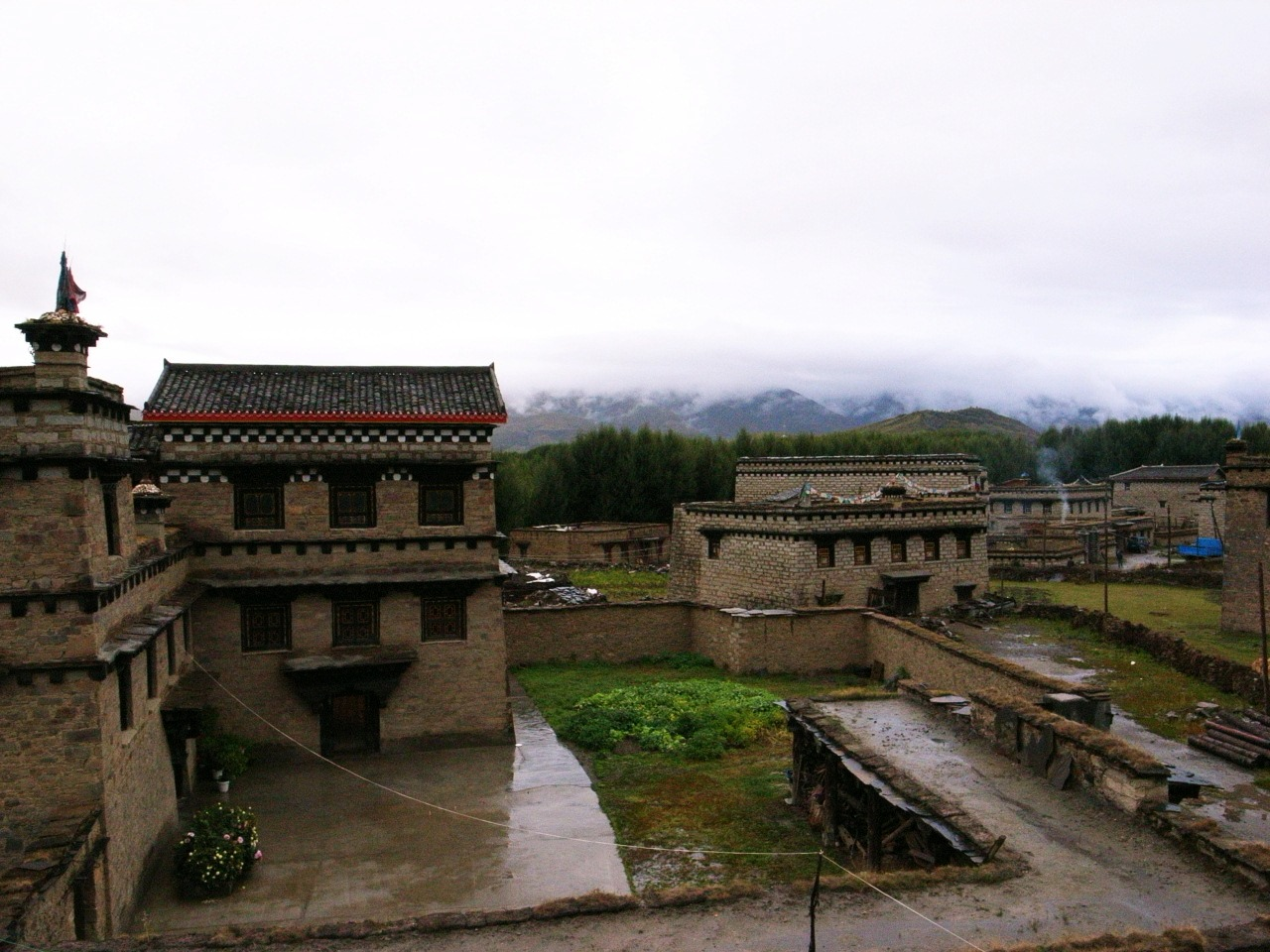
Hôtel à Daocheng

Le xian de Daocheng (稻城县 ; pinyin : Dàochéng Xiàn) est un district administratif de la province du Sichuan en Chine. Il est placé sous la juridiction de la préfecture autonome tibétaine de Garzê.

## Histoire
En 1926, l'explorateur Joseph Rock effectua un voyage a Lijiang dans le Yunnan au cours duquel il remarqua trois sommet enneigés. Pendant quatre années il explora l'endroit grâce au soutien des responsables locaux. Il en rédige un article paru dans le National Geographic en 1931. À cette époque, Daocheng était isolé du monde extérieur.
La route d'accès à Daocheng a été achevée en 2002

## Géographie
Le plateau de Daocheng est constitué du mont Gongga au nord et du mont Haizi au sud, les deux occupant un tiers du plateau.

## Démographie
La population du district était de 27 704 habitants en 1999.